# Mosteiro de São Vicente do Pino

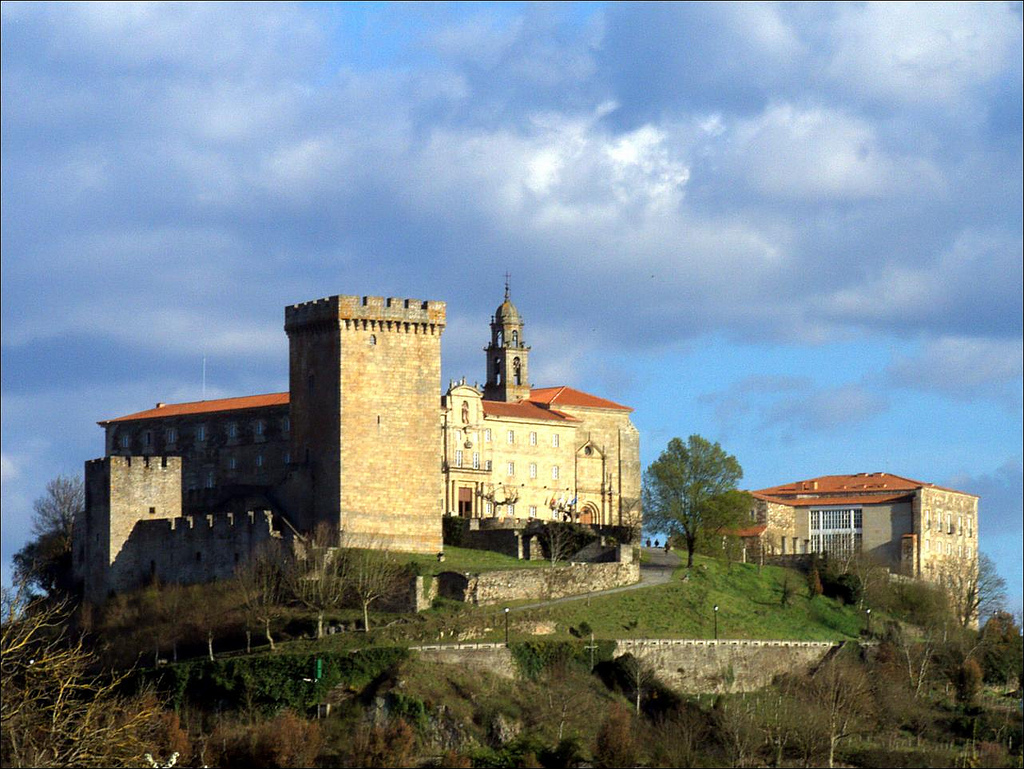
Vista geral do conjunto histórico-artístico de San Vicente do Pino, hoje Parador de Turismo

O Mosteiro de São Vicente do Pino é um conjunto monumental situado em Monforte de Lemos, flanqueado pelos vestígios do castelo, do que se conserva parte da muralha e os cubos defensivos, a torre de menagem, desde a qual pode-se contemplar todo o Vale de Lemos, e os vestígios palácio dos Condes de Lemos, edifício perdido em grande parte num devastador incêndio a princípios do século. O mosteiro e os vestígios do palácio  constituem atualmente o Parador Nacional de Monforte de Lemos.

## Descrição e História

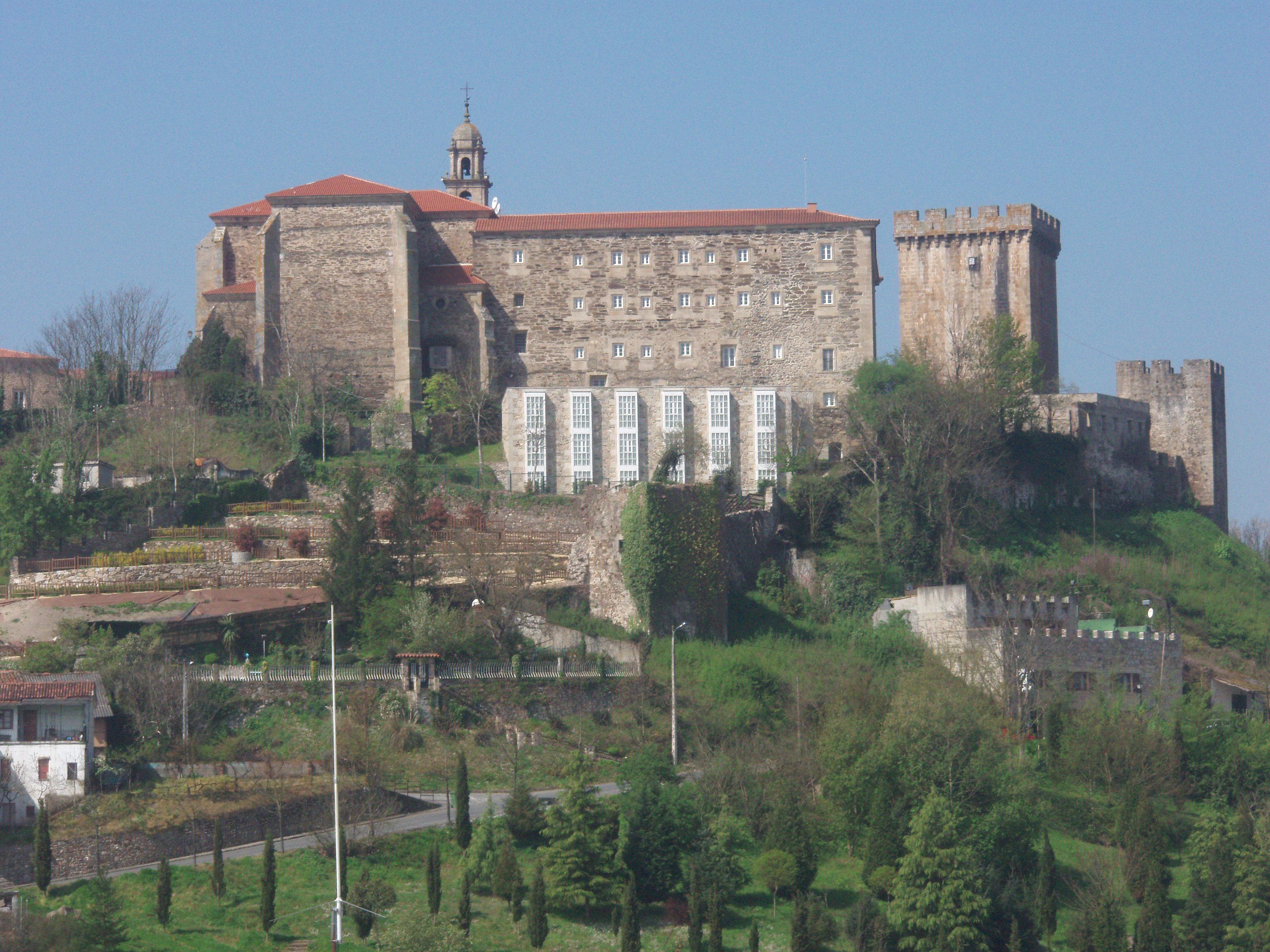
Mosteiro de San Vicente do Pino, Espanha

Trata-se da mais provável localização do primitivo Castro Dactônio, assentamento da tribo céltica dos Lêmavos. É Plínio, o Velho quem nos diz-: "Dactonium, quod dicitur "Pinus""; ainda que a localização do Castro Dactônio foi disputada em numerosas ocasiões, San Vicente do Pino foi a que outorgou uma maior credibilidade, tanto pelo característico da sua orografia, propícia a usos defensivos, como pela toponímia do lugar ("Pino") citada por Plínio, a fonte escrita de maior antiguidade de que dispomos.
Embora as origens do mosteiro em si remontem ao século X, a edificação atual inicia-se no século XVI. A Praça do edifício conventual é neoclássica, tanto sua fachada como o claustro.
A igreja monacal tem sua portada renascentista, enquanto o interior se enquadra no gótico de transição, coberta de abóbadas estreladas sobre arcos agudos. Um órgão barroco, calado desde faz décadas, encontra-se num lateral do coro. No recarregado altar maior destaca-se uma interessante pintura alegórica que representa a tortura de São Vicente.

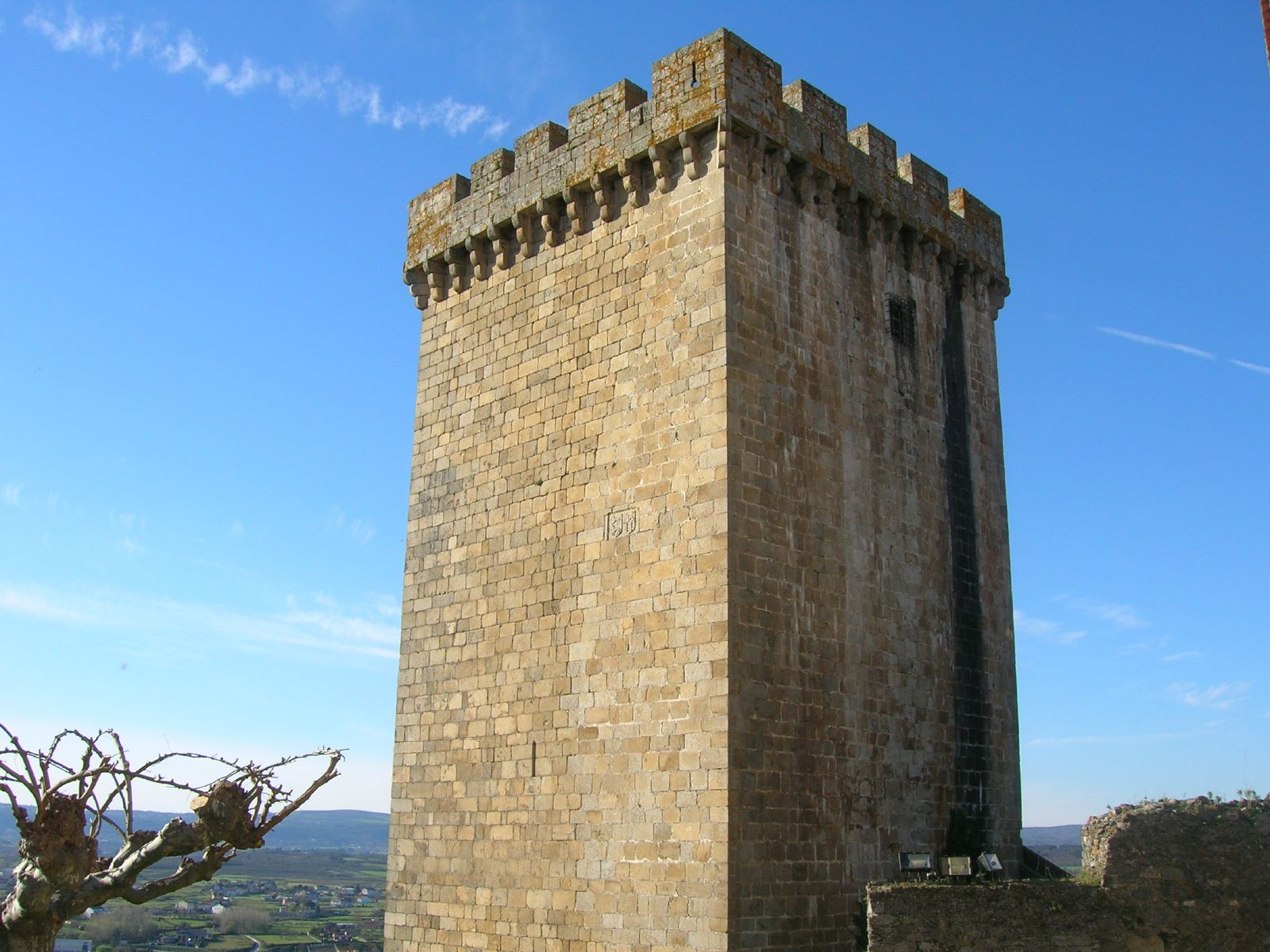
Imagem da torre de menagem

No cenóbio conserva-se uma singular imagem de Santa Ana com a Virgem e o Menino, bem como um interessante baixo-relevo românico, entre outras peças de relevância artística.
Junto da Pia Batismal, à direita da porta de acesso, encontra-se um sepulcro de pedra, correspondente ao Abade Diego García, no que se observa uma inscrição em latim, e deteriorado por diversas fendas enegrecidas pelo uso de fogo com o ânimo de olhar os restos que encerra, relacionados com a popular lenda da Coroa de fogo.
Assim mesmo, diversas partes da igreja encontram-se fortemente deterioradas, entre elas as valiosas pinturas murais e alguns vitrais; apresentou-se à Junta da Galiza um plano de restauro para recuperar seu patrimônio artístico.